# Chapelle Saint-Ferréol et Saint-Ferjeux de Miserey-Salines
La Chapelle Saint-Ferréol et Saint-Ferjeux est une chapelle, protégée des monuments historiques, situé à Miserey-Salines dans le département français du Doubs.

## Histoire
La chapelle est érigée à partir de 1854, à partir des plans de l'architecte Pierre Marnotte.
La chapelle Saint-Ferréol et Saint-Ferjeux fait l’objet d’une inscription au titre des monuments historiques par arrêté du 23 avril 2012.

## Rattachement
L'église fait partie de la paroisse du Val des Salines (Miserey-Saline) qui est rattachée au diocèse de Besançon.

## Architecture
Sur un plan rectangulaire et à nef unique, chapelle est ornée d'un décor intégralement peint. La chapelle est munie d'un clocher et d'un porche à deux colonnes portant un arc trilobé.

## Mobilier

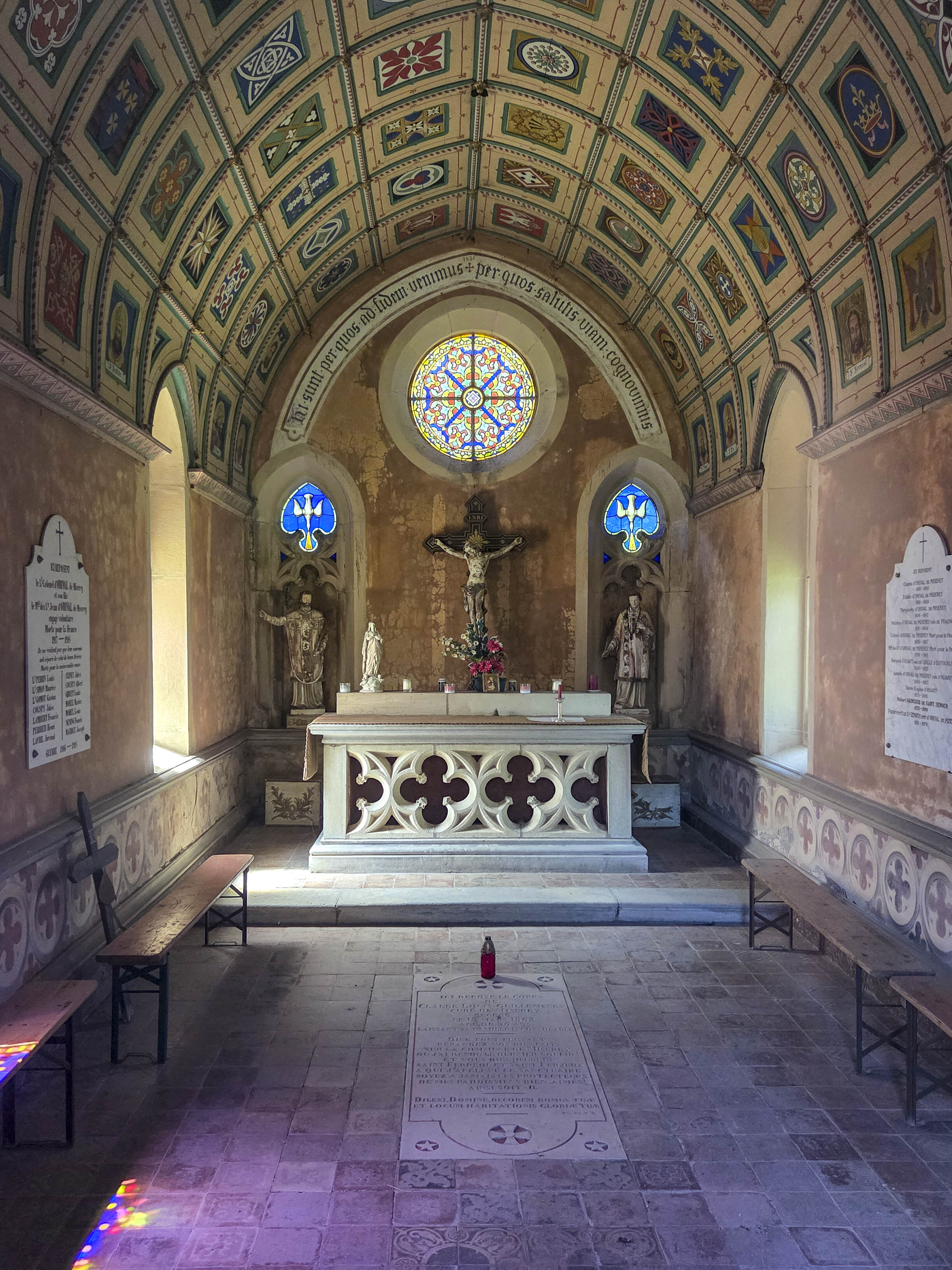
L'intérieur de la chapelle.